# Holomelina immaculata
Holomelina immaculata là một loài bướm đêm thuộc phân họ Arctiinae, họ Erebidae.